# 前田直堅
前田 直堅（まえだ なおかた、天和3年5月17日（1683年6月11日） - 享保14年8月9日（1729年9月1日））は、江戸時代中期の加賀藩の人物。加賀八家筆頭前田土佐守家の4代当主。父は土佐守家3代・前田直作。兄弟は兄2人が確認されている。子は土佐守家5代・前田直躬、大音厚曹など。官位は従五位下近江守。直堅関係の現存する記録は石川県史に2点が確認できる。

## 生涯
元禄2年（1689年）父直作の死去により家督相続。神護寺請取火消、人持組頭、大年寄を歴任。950石の加増を受けて知行1万1000石となる。元禄15年（1702年）4月従五位下近江守に叙任。正徳元年（1711年）公儀御用（宗門方御触）兼任。享保18年（1729年）8月9日没。享年47。